# Pallanuoto ai III Giochi asiatici
Il III torneo asiatico di pallanuoto di disputò dal 28 al 31 maggio 1958 a Tokyo, nel corso dei III Giochi asiatici.
Il torneo, a cui presero parte 5 squadre, si giocò con la formula del girone unico. La formazione giapponese conquistò il suo primo titolo continentale vincendo tutte e quattro le gare disputate.

## Risultati
| 28 maggio | Singapore | 15 – 1 | Filippine |  |

| 28 maggio | Giappone | 22 – 0 | Hong Kong |  |

| 28 maggio | Singapore | 10 – 2 | Indonesia |  |

| 29 maggio | Hong Kong | 8 – 4 | Filippine |  |

| 29 maggio | Giappone | 8 – 2 | Indonesia |  |

| 30 maggio | Hong Kong | 0 – 19 | Singapore |  |

| 30 maggio | Giappone | 17 – 0 | Filippine |  |

| 30 maggio | Indonesia | 11 – 0 | Filippine |  |

| 31 maggio | Giappone | 4 – 2 | Singapore |  |

| 31 maggio | Indonesia | 8 – 1 | Hong Kong |  |

## Classifica finale
|         | Squadra   | Punti | G | V | N | P | GF | GS | Diff |
| ------- | --------- | ----- | - | - | - | - | -- | -- | ---- |
| Oro     | Giappone  | 8     | 4 | 4 | 0 | 0 | 51 | 4  | +47  |
| Argento | Singapore | 6     | 4 | 3 | 0 | 1 | 46 | 6  | +40  |
| Bronzo  | Indonesia | 4     | 4 | 2 | 0 | 2 | 23 | 19 | +4   |
| 4.      | Hong Kong | 2     | 4 | 1 | 0 | 3 | 9  | 53 | -44  |
| 5.      | Filippine | 0     | 4 | 0 | 0 | 4 | 4  | 51 | -37  |

## Fonti
- (EN) AASF - All Asian Games results (PDF), su asiaswimmingfederation.org. URL consultato l'11 marzo 2011 (archiviato dall'url originale l'11 agosto 2011).
- (EN) Todor66.com - Sport statistics Archive, su todor66.com.